# Saison 2017 des Giants de New York
Chronologie
Précédent Suivant
La saison 2017 des Giants de New York est la 93e saison de la franchise au sein de la National Football League.
Il s'agit de la 8e saison jouée au MetLife Stadium à East Rutherford dans le New Jersey et la 2e et dernière sous la direction de l'entraîneur principal Ben McAdoo.
Les Giants espéraient accéder à nouveau aux playoffs pour tenter de remporter leur 5e Super Bowl, après une saison 2016 conclue sur un bilan en saison régulière de 11 victoires pour 5 défaites et une défaite en Wild card contre les Packers de Green Bay.
Néanmoins après un début de saison désastreux (5 défaites consécutives en autant de matchs-la seconde fois en 4 ans) couplé avec une cascade de blessures principalement au poste de Wide Receiver (y compris la star de l'équipe Odell Beckham Jr.) anéantiront ces espoirs. En 10e semaine, après avoir perdu contre les 49ers de San Francisco - qui n'avaient connu que la défaite depuis le début de saison -, les Giants affichent un bilan d'1 victoire pour 8 défaites, leur pire début de saison depuis celle de 1980. Les Giants sont mathématiquement éliminés des playoffs le 26 novembre après la victoire des Panthers 35 à 27 contre les Jets.
Après une nouvelle défaite en 13e semaine contre les Raiders (24 à 17), l'entraîneur principal Ben McAdoo et le manager général Jerry Reese (en) sont licenciés. Steve Spagnuolo et Kevin Abrams sont respectivement désignés pour assurer l'intérim à ces deux postes. Les derniers licenciements en cours de saison au niveau du staff des Giants remontent à la saison 1976.

## Free Agency
| Date    | Position | Joueur            | Tag de Free Agent | Équipe en 2016      | Nouvelle équipe |
| ------- | -------- | ----------------- | ----------------- | ------------------- | --------------- |
| 8 mars  | WR       | Brandon Marshall  |                   | New York Jets       | New York Giants |
| 10 mars | TE       | Rhett Ellison     |                   | Minnesota Vikings   | New York Giants |
| 12 mars | OL       | D. J. Fluker      |                   | San Diego Chargers  | New York Giants |
| 17 mars | DE       | Jason Pierre-Paul |                   | New York Giants     | New York Giants |
| 20 mars | QB       | Geno Smith        |                   | New York Jets       | New York Giants |
| 20 mars | CB       | Valentino Blake   |                   | Tennessee Titans    | New York Giants |
| 20 mars | LB       | Mark Herzlich     |                   | New York Giants     | New York Giants |
| 21 mars | LB       | Keenan Robinson   |                   | New York Giants     | New York Giants |
| 22 mars | RB       | Shaun Draughn     |                   | San Francisco 49ers | New York Giants |

## Draft 2017
| Tour | Sélection | Joueur                | Poste            | Université       |
| 1    | 23        | Evan Engram           | Tight End        | Mississippi      |
| 2    | 55        | Dalvin Tomlinson (en) | Defensive Tackle | Alabama          |
| 3    | 87        | Davis Webb (en)       | Quarterback      | California       |
| 4    | 1401      | Wayne Gallman (en)    | Running Back     | Clemson          |
| 5    | 167       | Avery Moss (en)       | Defensive End    | Youngstown State |
| 6    | 2002      | Adam Bisnowaty (en)   | Offensive Tackle | Pittsburgh       |

Notes :
1 Les Giants ont été punis pour un usage illégal de walkie-talkie sur la ligne de touche au cours du match de la semaine 14 de la saison régulière 2016. La franchise a été condamnée à payer une amende de 10 000 $ et leur choix de 4e tour devra être déplacé à la dernière place du tour après que tous les choix compensatoires auront été attribués. Néanmoins, le choix de 4e tour n'a été reculé de 12 positions.
2 Les Giants ont échangé leur 251e choix global (trade-up) avec celui des Colts d'Indianapolis échangé auparavant avec les Patriots de la Nouvelle Angleterre.

## L'encadrement
Les Giants font resigner le coordinateur défensif, Steve Pagnuolo, qui était arrivé en fin de contrat après le Super Bowl LI. L’extension de contrat porterait sur deux ans.

## Les résultats

### L'avant saison
Les adversaires pour les matchs de pré-saison ont été dévoilés le 10 avril 2017,.
| Semaines                                          | Dates   | Heures       | Adversaires                          | Résultats | Résultats    | Lieux               | NFL.com résumés |
| Semaines                                          | Dates   | Heures       | Adversaires                          | Scores    | Statistiques | Lieux               | NFL.com résumés |
| ------------------------------------------------- | ------- | ------------ | ------------------------------------ | --------- | ------------ | ------------------- | --------------- |
| 1                                                 | 11 août | 7:00 p.m. ET | Steelers de Pittsburgh               | P 12 - 20 | 0 - 1        | MetLife Stadium     | Résumé vidéo    |
| 2                                                 | 21 août | 8:00 p.m. ET | @ Browns de Cleveland                | P 06 - 10 | 0 - 2        | FirstEnergy Stadium | Résumé vidéo    |
| 3                                                 | 26 août | 7:00 p.m. ET | Jets de New York                     | G 32 - 31 | 1 - 2        | MetLife Stadium     | Résumé vidéo    |
| 4                                                 | 31 août | 7:00 p.m. ET | @ Patriots de la Nouvelle-Angleterre | G 40 - 38 | 2 - 2        | Gillette Stadium    | Résumé vidéo    |
| Bilan de l'avant-saison : 2 victoires, 2 défaites |         |              |                                      |           |              |                     |                 |

### La saison régulière
| Catégories                                                | À domicile                                            | En déplacement                                        |
| --------------------------------------------------------- | ----------------------------------------------------- | ----------------------------------------------------- |
| Opposants de Division (NFC East)                          | Cowboys de Dallas Philadelphie Redskins de Washington | Cowboys de Dallas Philadelphie Redskins de Washington |
| Opposants de Conférence NFC (NFC Ouest)                   | Rams de Los Angeles Seahawks de Seattle               | Cardinals de l'Arizona 49ers de San Francisco         |
| Opposants de Conférence NFC (classés 2e de leur division) | Lions de Détroit                                      | Buccaneers de Tampa Bay                               |
| Opposants d'Interconférence (AFC Ouest)                   | Chiefs de Kansas City Chargers de Los Angeles         | Broncos de Denver Raiders d'Oakland                   |

| Saison Régulière 2017                                                  |                 |             |                |                |                |
| Dates                                                                  | Matchs          | Résultats   | Stat. Globales | Stat. Division | Résumé NFL.com |
| 10 septembre                                                           | @ Dallas        | P : 3 - 19  | 0 - 1          | 0 - 1          | Vidéo          |
| 18 septembre                                                           | Detroit         | P : 10 - 24 | 0 - 2          | 0 - 1          | Vidéo          |
| 24 septembre                                                           | @ Philadelphia  | P : 24 - 27 | 0 - 3          | 0 - 2          | Vidéo          |
| 1er octobre                                                            | @ Tampa Bay     | P : 23 - 25 | 0 - 4          | 0 - 2          | Vidéo          |
| 8 octobre                                                              | San Diego       | P : 22 - 27 | 0 - 5          | 0 - 2          | Vidéo          |
| 15 octobre                                                             | @ Denver        | G : 23 - 10 | 1 - 5          | 0 - 2          | Vidéo          |
| 22 octobre                                                             | Seattle         | P : 7 - 24  | 1 - 6          | 0 - 2          | Vidéo          |
| 29 octobre                                                             | BYE             | BYE         | BYE            | BYE            | BYE            |
| 5 novembre                                                             | Los Angeles     | P : 17 - 51 | 1 - 7          | 0 - 2          | Vidéo          |
| 12 novembre                                                            | @ San Francisco | P : 21 - 31 | 1 - 8          | 0 - 2          | Vidéo          |
| 19 novembre                                                            | Kansas City     | G 12 - 9    | 2 - 8          | 0 - 2          | Vidéo          |
| 23 novembre                                                            | @ Washington    | P : 10 - 20 | 2 - 9          | 0 - 3          | Vidéo          |
| 3 décembre                                                             | @ Oackland      | P : 17 - 24 | 2 - 10         | 0 - 3          | Vidéo          |
| 10 décembre                                                            | Dallas          | P : 10 - 30 | 2 - 11         | 0 - 4          | Vidéo          |
| 17 décembre                                                            | Philadelphie    | P : 29 - 34 | 2 - 12         | 0 - 5          | Vidéo          |
| 24 décembre                                                            | @ Arizona       | P : 0 - 23  | 2 - 13         | 0 - 5          | Vidéo          |
| 31 décembre                                                            | Washington      | G 18 - 10   | 3 - 13         | 1 - 5          | Vidéo          |
| Bilan de la saison : 3 victoires, 13 défaites, 0 nuls, pas de playoffs |                 |             |                |                |                |

## Les Play-offs
Pas de playoff pour les Giants. Ils sont classés derniers de la NFC.

## Analyse de la saison 2017
Avec la défaite 23 à 0 contre les Cardinals de l'Arizona en 16e semaine, les Giants affichent un bilan de 2 victoires pour 13 défaites. Ils établissent ainsi un nouveau pire record de l'histoire de leur franchise, celui du plus grand nombre de défaite en une saison régulière comptant seize rencontres. Ils éclipsent l'ancien record de 12 défaites établi à cinq reprises (saisons 1966, 1974, 1980, 1983 et 2003).
Terminant par une victoire, le bilan final est de 3 victoires pour 13 défaites, leur pire record depuis que les saisons régulières comptent 16 matchs. Ils affichent leur plus mauvais pourcentage de victoire depuis 1974 et sont classés avant-derniers de la saison régulière ne précédant que les Browns de Cleveland, seule équipe à n'avoir gagné aucun match.
Ce bilan catastrophique au vu des espérances d'avant saison, a coûté leurs places en date du 4 décembre 2017 à l'entraîneur principal Ben McAdoo et au manager général Jerry Reese (en). Le coordinateur défensif, Steve Spagnuolo (en), ayant assuré l'intérim ne sera pas reconduit en fin de saison. Le 29 décembre 2017, Dave Gettleman (en) est engagé comme nouveau général manager. De suite, le tacle offensif Bobby Hart (en) est libéré et le tacle offensif Ereck Flowers prend place sur le banc (il avait débuté tous les matchs jusque là).

## Les Classements 2017

### Division NFC Est
| Équipes             | G  | P  | N | PF/PA   | TD | Div. (G-P) | Conf. (G-P) | Home (G-P) | Away (G-P) |
| ------------------- | -- | -- | - | ------- | -- | ---------- | ----------- | ---------- | ---------- |
| Philadelpia Eagles  | 13 | 3  | 0 | 457-295 | 53 | 5 - 1      | 10 - 2      | 7 - 1      | 6 - 2      |
| Dallas Cowboys      | 9  | 7  | 0 | 354-352 | 42 | 5 - 1      | 7 - 5       | 3 - 5      | 6 - 2      |
| Washington Redskins | 7  | 9  | 0 | 342-388 | 39 | 1 - 5      | 5 - 7       | 5 - 3      | 2 - 6      |
| New York Giants     | 3  | 13 | 0 | 246-388 | 28 | 1 - 5      | 1 - 11      | 2 - 6      | 1 - 7      |

### Conférence NFC
| Classement final 2017 de la National Football Conference       | Classement final 2017 de la National Football Conference | Classement final 2017 de la National Football Conference | Classement final 2017 de la National Football Conference | Classement final 2017 de la National Football Conference | Classement final 2017 de la National Football Conference | Classement final 2017 de la National Football Conference | Classement final 2017 de la National Football Conference | Classement final 2017 de la National Football Conference | Classement final 2017 de la National Football Conference | Classement final 2017 de la National Football Conference | Classement final 2017 de la National Football Conference |
| Place                                                          | Franchise                                                | Division                                                 | G                                                        | P                                                        | N                                                        | %                                                        | DIV                                                      | CONF                                                     |                                                          |                                                          |                                                          |
| -------------------------------------------------------------- | -------------------------------------------------------- | -------------------------------------------------------- | -------------------------------------------------------- | -------------------------------------------------------- | -------------------------------------------------------- | -------------------------------------------------------- | -------------------------------------------------------- | -------------------------------------------------------- | -------------------------------------------------------- | -------------------------------------------------------- | -------------------------------------------------------- |
| Vainqueurs de division                                         |                                                          |                                                          |                                                          |                                                          |                                                          |                                                          |                                                          |                                                          |                                                          |                                                          |                                                          |
| 1                                                              | Eagles de Philadelphie                                   | East                                                     | 13                                                       | 3                                                        | 0                                                        | 0.813                                                    | 5–1                                                      | 10–2                                                     |                                                          |                                                          |                                                          |
| 2                                                              | Vikings du Minnesota                                     | North                                                    | 13                                                       | 3                                                        | 0                                                        | 0.813                                                    | 5–1                                                      | 10–2                                                     |                                                          |                                                          |                                                          |
| 3                                                              | Rams de Los Angeles                                      | West                                                     | 11                                                       | 5                                                        | 0                                                        | 0.688                                                    | 4–2                                                      | 7–5                                                      |                                                          |                                                          |                                                          |
| 4                                                              | Saints de La Nouvelle-Orléans                            | South                                                    | 11                                                       | 5                                                        | 0                                                        | 0.688                                                    | 4–2                                                      | 8–4                                                      |                                                          |                                                          |                                                          |
| Wild Cards                                                     |                                                          |                                                          |                                                          |                                                          |                                                          |                                                          |                                                          |                                                          |                                                          |                                                          |                                                          |
| 5                                                              | Panthers de la Caroline                                  | South                                                    | 11                                                       | 5                                                        | 0                                                        | 0.688                                                    | 3–3                                                      | 7–5                                                      |                                                          |                                                          |                                                          |
| 6                                                              | Falcons d'Atlanta                                        | South                                                    | 10                                                       | 6                                                        | 0                                                        | 0.625                                                    | 4–2                                                      | 9–3                                                      |                                                          |                                                          |                                                          |
| Non qualifiés pour les playoffs                                |                                                          |                                                          |                                                          |                                                          |                                                          |                                                          |                                                          |                                                          |                                                          |                                                          |                                                          |
| 7                                                              | Lions de Détroit                                         | North                                                    | 9                                                        | 7                                                        | 0                                                        | 0.563                                                    | 5–1                                                      | 8–4                                                      |                                                          |                                                          |                                                          |
| 8                                                              | Seahawks de Seattle                                      | West                                                     | 9                                                        | 7                                                        | 0                                                        | 0.563                                                    | 4–2                                                      | 7–5                                                      |                                                          |                                                          |                                                          |
| 9                                                              | Cowboys de Dallas                                        | East                                                     | 9                                                        | 7                                                        | 0                                                        | 0.563                                                    | 5–1                                                      | 7–5                                                      |                                                          |                                                          |                                                          |
| 10                                                             | Cardinals de l'Arizona                                   | West                                                     | 8                                                        | 8                                                        | 0                                                        | 0.500                                                    | 3–3                                                      | 5–7                                                      |                                                          |                                                          |                                                          |
| 11                                                             | Packers de Green Bay                                     | North                                                    | 7                                                        | 9                                                        | 0                                                        | 0.438                                                    | 2–4                                                      | 5–7                                                      |                                                          |                                                          |                                                          |
| 12                                                             | Redskins de Washington                                   | East                                                     | 7                                                        | 9                                                        | 0                                                        | 0.438                                                    | 1–5                                                      | 5–7                                                      |                                                          |                                                          |                                                          |
| 13                                                             | 49ers de San Francisco                                   | West                                                     | 6                                                        | 10                                                       | 0                                                        | 0.375                                                    | 1–5                                                      | 3–9                                                      |                                                          |                                                          |                                                          |
| 14                                                             | Buccaneers de Tampa Bay                                  | South                                                    | 5                                                        | 11                                                       | 0                                                        | 0.313                                                    | 1–5                                                      | 3–9                                                      |                                                          |                                                          |                                                          |
| 15                                                             | Bears de Chicago                                         | North                                                    | 5                                                        | 11                                                       | 0                                                        | 0.313                                                    | 0–6                                                      | 1–11                                                     |                                                          |                                                          |                                                          |
| 16                                                             | Giants de New York                                       | East                                                     | 3                                                        | 13                                                       | 0                                                        | 0.188                                                    | 1–5                                                      | 1–11                                                     |                                                          |                                                          |                                                          |
| Système de Tie Break                                           |                                                          |                                                          |                                                          |                                                          |                                                          |                                                          |                                                          |                                                          |                                                          |                                                          |                                                          |
| 1. 2. 3. 4. 5. 6. 7.                                           |                                                          |                                                          |                                                          |                                                          |                                                          |                                                          |                                                          |                                                          |                                                          |                                                          |                                                          |
| Légende                                                        |                                                          |                                                          |                                                          |                                                          |                                                          |                                                          |                                                          |                                                          |                                                          |                                                          |                                                          |
| w — Remporte une place en Wild card                            |                                                          |                                                          |                                                          |                                                          |                                                          |                                                          |                                                          |                                                          |                                                          |                                                          |                                                          |
| x — Remporte une place en playoffs                             |                                                          |                                                          |                                                          |                                                          |                                                          |                                                          |                                                          |                                                          |                                                          |                                                          |                                                          |
| y — Remporte la division                                       |                                                          |                                                          |                                                          |                                                          |                                                          |                                                          |                                                          |                                                          |                                                          |                                                          |                                                          |
| z — Remporte le privilège d'être en repos lors du premier tour |                                                          |                                                          |                                                          |                                                          |                                                          |                                                          |                                                          |                                                          |                                                          |                                                          |                                                          |
| * — Remporte le privilège de jouer ses matchs à domicile       |                                                          |                                                          |                                                          |                                                          |                                                          |                                                          |                                                          |                                                          |                                                          |                                                          |                                                          |

## Les récompenses
Landon Collins est le seul joueur des Giants à être sélectionné (comme Strong safety) pour le Pro Bowl 2017. Blessé, il ne sait néanmoins pas participer au match et est remplacé par Safety Harrison Smith des Vikings du Minnesota.

## Liens Externes
- (fr) Big Blue Blog
- (en) Officiel des Giants de New York
- (en) Officiel de la NFL